# Дейвид Плат
Дейвид Андрю Плат (на английски: David Andrew Platt) е бивш английски футболист и капитан на националния отбор на Англия. Той е роден на 10 юни 1966 г. в Чадъртън и играе като халф и нападател.

## Кариера
- Манчестър Юнайтед (сезон 1984), 0 мача и 0 гола
- Крю Александра (1985–88), 134 мача и 56 гола
- Астън Вила (1988–91), 121 мача и 50 гола
- Бари (1992), 29 мача и 11 гола
- Ювентус (1993), 16 мача и 3 гола
- Сампдория (1994–95), 55 мача и 18 гола
- Арсенал (1996–98), 88 мача и 13 гола
- Нотингам Форест (2000), 3 мача и 0 гола

Дебютира за националния отбор на Англия през 1989 г. срещу Италия в Лондон. Мачът завършва 0:0. Има общо 62 мача за Англия за периода 1989 – 1996 г., като за това време вкарва 27 гола. Между 1993 и 1996 г. е капитан 19 пъти на националния отбор. Участва на световното първенство през 1990 г. и на европейското първенство през 1992 г.

## Успехи
- 1987 г. – Суперкупа NI с Крю Александра
- 1990 г. – четвърти в света с националния отбор на Англия.
- 1993 г. – Купа на УЕФА с Ювентус.
- 1994 г. – Купа на Италия със Сампдория.
- 1994 г. – Суперкупа на Италия със Сампдория.
- 1998 г. – шампион на Англия с Арсенал.
- 1998 г. – Купата на футболната асоциация с Арсенал.